# Norman Jarosik
Norman C. Jarosik ist ein US-amerikanischer Physiker und Astrophysiker, der an der Wilkinson Microwave Anisotropy Probe (WMAP) beteiligt war, dessen Beobachtungen des Cosmic Microwave Background (CMB) wesentliche neue Erkenntnisse für die Kosmologie lieferten.
Jarosik studierte Physik an der State University of New York in Buffalo, an der er seinen Bachelor-Abschluss erwarb und 1987 promoviert wurde. Danach war er zwei Jahre an den Bell Laboratories und danach an der Princeton University, wo er Senior Research Physicist und Lecturer ist und unter anderem Elektronik-Kurse lehrt. Er ist am Atacama Cosmology Telescope beteiligt.
Er war in Princeton an Ballonexperimenten zur CMB und Beobachtungen vom Boden aus beteiligt sowie von Satelliten aus und in der Entwicklung der entsprechenden Instrumente (Mikrowellen-Radiometer und zugehörige Elektronik) und in deren Kalibrierung und Auswertung der Messergebnisse. Er war in Princeton bei Jonathan F. Reichert einer der Entwickler eines gepulsten NMR-Spektrometers für Unterrichtszwecke (TeachSpin).
Für 2018 erhielt er mit Charles L. Bennett, Gary Hinshaw, Lyman Page Jr., David Spergel und dem WMAP-Team den Breakthrough Prize in Fundamental Physics.